# Abborrtjärnen (Säfsnäs socken, Dalarna, 666606-141640)
Abborrtjärnen är en sjö i Ludvika kommun i Dalarna och ingår i Göta älvs huvudavrinningsområde.